# Чойбалсан
Чойбалсан (на монголски: Чойбалсан) е четвъртият по големина град в Монголия, намира се в източната част на страната и е разположен край река Керулен. Градът е административен център на аймака Дорнод.

## История
До 1941 г. градът се нарича Баян Тумен, впоследствие е прекръстен на монголския комунист Хорлоогийн Чойбалсан.

## География
Надморската му височина е 747 м. Климатът му се характеризира със студени зими и сравнително топли лета.